# Jingwenita-(Y)
La jingwenita-(Y) és un mineral de la classe dels silicats. Rep el nom en honor de Jingwen Mao (Yuncheng, província de Shanxi, República Popular de la Xina, 19 de desembre de 1956), expert en geologia de dipòsits minerals i professor a la Universitat de Geociències de la Xina.

## Característiques
La jingwenita-(Y) és un silicat de fórmula química YAlV4+(SiO₄)O₂(OH)₂. Va ser aprovada com a espècie vàlida per l'Associació Mineralògica Internacional l'any 2021, sent publicada en el mes de gener de 2023. Cristal·litza en el sistema monoclínic.
L'exemplar que va servir per a determinar l'espècie, el que es coneix com a material tipus, es troba conservat a la col·lecció mineralògica del Museu Geològic de la Xina, a Beijing (República Popular de la Xina), amb el número de catàleg: m16122.

## Formació i jaciments
Va ser descoberta a la mina Yushui, situada al comtat de Mei (Guangdong, República Popular de la Xina). Aquesta mina xinesa és l'únic indret de tot el planeta on ha estat descrita aquesta espècie mineral.